# Славко Симић
Славко Симић (Нови Бечеј, 21. јул 1924 — Београд, 20. новембар 2007) био је српски глумац.
Његов млађи брат био је такође глумац Никола Симић.

## Каријера
Дебитовао је 1953. године на сцени новосадског СНП-а, када је његов уметнички потенцијал препознао Велибор Глигорић, тадашњи управник ЈДП-а који је волео да каже да је Симић његов изум.
У својој матичној кући ЈДП-у Симић је деценијама, све до пензије, афирмисао драмску уметност и уметничко стваралаштво. Поред глуме писао је о великим глумачким ликовима Добрице Милутиновића и Зорици Шумадинац, објавио је своје разговоре са Ивом Андрићем и представио портрет шест управника ЈДП-а.
Био је председник Савеза драмских уметника Србије у периоду од 1968. до 1973. Добио је Вукову награду, у исто време када је његов млађи брат, глумац Никола Симић, награђен „Ћураном“. Добитник је низа награда, међу којима су и Вукова награда (2005), Златна колајна на Првом Фестивалу монодраме и пантомиме (1975), „Ћуран“ за најбољу улогу на Данима комедије у Светозареву (Јагодини, 1974), Златни ловор вијенац на сарајевском МЕСС-у (1964).
Славко се бавио и публицистиком и оставио вредне записе о Добрици Милутиновићу (Добрица Милутиновић - казивања и сећања) и о управницима ЈДП у Ниновом фељтону у наставцима Моји управници.
На филму је дебитовао 1947. године у филму Живјеће овај народ.
Преминуо је 20. новембра 2007. године у 83. години живота од рака. Сахрањен је 25. новембра 2007. године у Алеји заслужних грађана на београдском Новом гробљу.

## Улоге
| Год.       | Назив                                              | Улога                            |
| ---------- | -------------------------------------------------- | -------------------------------- |
| 1940-е     |                                                    |                                  |
| 1947.      | Живјеће овај народ                                 |                                  |
| 1950-е     |                                                    |                                  |
| 1958.      | Ноктурно (ТВ)                                      |                                  |
| 1958.      | Погон Б                                            | Шандор                           |
| 1959.      | Човек судбине (ТВ)                                 |                                  |
| 1959.      | Карташи (ТВ)                                       |                                  |
| 1959.      | Три Аморове стреле (ТВ)                            |                                  |
| 1959.      | Три Ане                                            |                                  |
| 1960-е     |                                                    |                                  |
| 1960.      | Велика поноћна мистерија (ТВ)                      | Панта                            |
| 1960.      | Екс Гертруде Шулц (ТВ)                             |                                  |
| 1960.      | Велики подухват (ТВ)                               |                                  |
| 1960.      | Ожалошћена породица (ТВ)                           | Мића                             |
| 1961.      | Сиромашни мали људи (ТВ)                           |                                  |
| 1961.      | Мица и Микица (ТВ)                                 |                                  |
| 1961.      | Уочи одласка вечерњег воза (ТВ)                    |                                  |
| 1962.      | Коштана (ТВ)                                       |                                  |
| 1962.      | Кишобран, освета и узица (ТВ)                      |                                  |
| 1963.      | Град                                               | Славко                           |
| 1963.      | Сунчано са кишом (ТВ)                              |                                  |
| 1963.      | Два пресудна дана (ТВ)                             | Језевников                       |
| 1963.      | Адам и Ева (серија) (ТВ)                           | Човек са лулом                   |
| 1963.      | Приче о јунацима (ТВ)                              |                                  |
| 1963.      | Шест свечаних позивница (серија)                   |                                  |
| 1964.      | Под истим небом                                    | (као Славко Симикј)              |
| 1963-1964. | На слово, на слово (ТВ серија)                     | Славко                           |
| 1964.      | Бубурос (ТВ)                                       | Бубурос                          |
| 1964.      | Лутање једне душе (ТВ)                             | Аксел                            |
| 1964.      | Комесар је добричина (ТВ)                          |                                  |
| 1964-1966. | Код судије за прекршаје                            |                                  |
| 1965.      | Сова (ТВ)                                          |                                  |
| 1965.      | Корени (ТВ)                                        |                                  |
| 1966.      | Идемо у град                                       | Доктор Коларов                   |
| 1966.      | Преноћиште (ТВ)                                    |                                  |
| 1966.      | Галски петао (ТВ серија)                           |                                  |
| 1966.      | Пре рата                                           | Радикал                          |
| 1967.      | Никад се не зна (ТВ)                               |                                  |
| 1967.      | На туђем хлебу (ТВ)                                | Котаркин                         |
| 1967.      | Седам Хамлета                                      | Полоније                         |
| 1967.      | Волите се људи (серија)                            |                                  |
| 1967.      | Смоки                                              |                                  |
| 1968.      | Дан одмора једног говорника (ТВ)                   |                                  |
| 1968.      | Тако је ако вам се тако чини (ТВ)                  |                                  |
| 1968.      | Бекства                                            | Крајновић                        |
| 1968.      | На рубу памети                                     |                                  |
| 1968.      | Павиљон број 6 (ТВ)                                |                                  |
| 1968.      | Вишња на Ташмајдану                                | Професор математике              |
| 1968.      | Моје је срце високо у брдима (ТВ)                  |                                  |
| 1968.      | Мрља на савјести                                   |                                  |
| 1969.      | Сувишни (ТВ)                                       |                                  |
| 1969.      | Рађање радног народа (серија)                      | Старац на клупи                  |
| 1969.      | Хороскоп                                           |                                  |
| 1969.      | Заобилазни Арчибалд (серија)                       |                                  |
| 1970-е     |                                                    |                                  |
| 1970.      | Тристан и Изолда (ТВ)                              |                                  |
| 1970.      | Србија на Истоку (ТВ)                              |                                  |
| 1970.      | Протекција (ТВ филм)                               | Манојло, Аћимов брат             |
| 1970-1971. | Леваци (серија)                                    |                                  |
| 1971.      | Капетан из Кепеника (ТВ)                           |                                  |
| 1972.      | Човек који је бацио атомску бомбу на Хирошиму (ТВ) |                                  |
| 1972.      | Пораз (ТВ филм)                                    |                                  |
| 1972.      | Купање (ТВ)                                        |                                  |
| 1972.      | Самоубица (ТВ)                                     | Семјон Семјонович Подсектаљников |
| 1972.      | Лица (ТВ)                                          |                                  |
| 1972.      | Изданци из опаљеног грма (серија)                  | Слепи старац                     |
| 1972.      | Мајстори (серија)                                  | Стеван Шобајић                   |
| 1973.      | Павиљон број шест (ТВ)                             | Михаил Аверјанич                 |
| 1973.      | Опасни сусрети (серија)                            |                                  |
| 1974.      | Реквијем за тешкаша (ТВ)                           |                                  |
| 1974.      | Обешењак (ТВ)                                      |                                  |
| 1974.      | Димитрије Туцовић (ТВ серија)                      |                                  |
| 1975.      | Хитлер из нашег сокака                             | Фрулаш Митар                     |
| 1976.      | Вуци и овце (ТВ)                                   |                                  |
| 1977.      | Како упокојити вампира (ТВ)                        | Деда                             |
| 1977.      | Хајдучка времена (ТВ)                              | Дјед Раде                        |
| 1977.      | Више од игре (серија)                              | Доктор Зуба Бојић                |
| 1977.      | Пургатоли (ТВ)                                     |                                  |
| 1977.      | Никола Тесла (серија)                              | Марк Твен                        |
| 1978.      | Павиљон 6                                          |                                  |
| 1978.      | Трен                                               |                                  |
| 1978.      | Повратак отписаних (серија)                        |                                  |
| 1979.      | Слом (серија)                                      | Влатко Мачек                     |
| 1980-е     |                                                    |                                  |
| 1980.      | Врућ ветар (серија)                                |                                  |
| 1980.      | Ја, Тома Базаров, раскидам уговор                  |                                  |
| 1980.      | Трен (ТВ)                                          |                                  |
| 1981.      | Седам секретара СКОЈ-а (серија)                    | отац Златка Шнајдера             |
| 1982.      | Живот и прича (ТВ)                                 |                                  |
| 1983.      | Младић, девојка, успомене                          |                                  |
| 1984.      | Откос (серија)                                     | Никодије Кркић                   |
| 1985.      | Случај Лазе Костића (ТВ)                           | Јован Јовановић Змај, песник     |
| 1985.      | Лица и судбине (ТВ)                                |                                  |
| 1985.      | Држање за ваздух                                   | Глигоријев деда                  |
| 1986.      | Несташко (ТВ)                                      |                                  |
| 1986.      | Одлазак ратника, повратак маршала                  |                                  |
| 1987.      | Како забављати господина Мартина (ТВ)              | Јеремија Мартин                  |
| 1987.      | Последња прича (ТВ)                                |                                  |
| 1988.      | Портрет Илије Певца                                | Васа                             |
| 1988.      | Посебан осврт на срећу                             | Комшија                          |
| 1988.      | Загубљен говор (серија)                            |                                  |
| 1988.      | Четрдесет осма — Завера и издаја (серија)          | Моша Пијаде                      |
| 1989.      | Балкан експрес 2 (серија)                          | Солунац                          |
| 1989.      | Смехотворци (ТВ серија)                            |                                  |
| 1990-е     |                                                    |                                  |
| 1990.      | У Оперској Ложи (ТВ серија) (ТВ)                   |                                  |
| 1990.      | Гала корисница: Атеље 212 кроз векове (ТВ)         |                                  |
| 1990.      | Колубарска битка (ТВ)                              | Сељак                            |
| 1990.      | Виолински кључ (ТВ)                                | Божа Ерић „Француз“              |
| 1991.      | У име закона (серија)                              | Милутин Симовић                  |
| 1995.      | Отворена врата (серија)                            | Пијаниста                        |
| 1996.      | Горе доле (серија)                                 | Жика „Ајнштајн“                  |
| 1997.      | Три летња дана                                     | Пензионер                        |
| 2000-е     |                                                    |                                  |
| 2003.      | Сироти мали хрчки 2010                             | Отац првог службеника            |